# Robert Creeley
Robert White Creeley (Arlington,  Massachusetts, 21 de maio de 1926 – Odessa, Texas, 30 de março de 2005) foi um poeta e professor universitário dos Estados Unidos, considerado por muitos um dos maiores poetas da atualidade naquele país . Um dos membros da geração conhecida como "poetas da Black Mountain" que floresceu nos anos 50 e 60, também foi fortemente relacionado aos poetas da Geração Beat. 
Desde a publicação da sua antologia "For Love: Poems 1950-1960" em 1962, teve mais influência que qualquer poeta seu contemporâneo sobre as gerações seguintes, tendo inspirado o movimento da poesia L=A=N=G=U=A=G=E nos Estados Unidos. 

## Atuação
Sendo um criador de aves em Littleton, New Hampshire, posteriormente se tornou professor universitário. Creeley foi contratado para ensinar no Black Mountain College, onde editou a Black Mountain Review, a partir de 1955. Dois anos depois foi para São Francisco e se tornou a ligação entre os poetas chamados de “poetas de Black Mountain” e os poetas da Renascença de São Francisco, que se ligaram, por sua vez, a Allen Ginsberg e aos demais escritores da Geração Beat. O poeta explica o laconismo de sua poesia pelo longo tempo em que exerceu atividades rurais.

## A poética
Um dos mais importantes poetas norte-americanos, um dos fundadores da teoria do chamado "verso projetivo", Robert Creeley privilegia em sua poesia a percepção das coisas e dos ritmos da fala, reinventando o cotidiano.  Autor de uma poesia minimalista e lacônica, direta e espontânea, usa, além dos ritmos naturais da fala, linhas determinadas para pausas na respiração.
A primeira fase de sua obra, como em "For Love" (1962), evoluiu do método de escrita de William Carlos Williams, criando uma espécie objetivismo mais interior, subjetivo .
Segundo o poeta e editor Douglas Messerli "...o que interessa em Creeley é sua linguagem e o modo como lê (palavra falada) seus poemas, mais do que seus temas, que, geralmente, tem a ver com a história e com a sexualidade. É bastante evidente o impacto de sua poesia sobre os poetas mais novos..." .

## Obras
- For love - Poems 1950-1960, 1962
- Words, 1967
- America 1969
- Thirty things, 1974
- Later, 1979
- Echoes, 1982
- Mirrors, 1983
- Memories, 1984
- Windows, 1990